# Charlie Beck
Charles Lloyd Beck, né le 27 juin 1953 à Long Beach, en Californie, aux États-Unis, est un policier à la retraite, qui a terminé sa carrière comme chef du Los Angeles Police Department à Los Angeles, de 2009 à 2018. Vétéran du LAPD, où il exerce pendant plus de quatre décennies, en tant qu'officier, il est connu pour avoir commandé et réhabilité la division Rampart après le scandale Rampart. Il a également amélioré la technologie pendant son mandat de chef des detectives. Il a ensuite accepté d'être le directeur de la police, par intérim, du Chicago Police Department, à la fin de 2019, pendant que la ville cherchait dans tout le pays, un remplaçant pour Eddie Johnson qui prenait sa retraite.

## Source de la traduction
- (en) Cet article est partiellement ou en totalité issu de l’article de Wikipédia en anglais intitulé « Charlie Beck » (voir la liste des auteurs).